# Wenja
Le wenja est une langue fictionnelle inventée pour le jeu vidéo Far Cry Primal.
La conception et l’exploitation du wenja a mobilisé pas moins de cinq linguistes, qui se sont penchés sur la création de cette langue, dont Andrew et Brenna Byrd, qui s’étaient déjà penchés sur le proto-indo-européen. Lors d’une interview, Andrew et Brenna Byrd confiaient que le Wenja était totalement inspiré du « proto-proto-indo-européen », puisqu’il s’agissait d’une version vue comme plus ancienne, et surtout simplifiée, du proto-indo-européen pour les besoins du jeu Far Cry Primal. 
Sur la base des connaissances que les historiens-linguistes ont du proto-indéo-européen, et par un long travail d’adaptation lexicale, le Wenja a finalement pu compter environ 4 000 mots pour permettre la traduction du script du jeu.